# Éter difenílico
Éter difenílico ou difenil éter é um composto orgânico de fórmula O(C6H5)2. essa molécula esta sujeita aos mesmos tipos de reações que outros anéis fenílicos, tais como: halogenação, nitração, sulfonação, hidroxilação e reação de Friedel-Crafts.

## Síntese
Éter difenílico e muitas de suas propriedades foram descobertas pela primeira vez no inicio de 1901.
É sintetizado pela reação entre fenol e bromobenzeno na presença de uma base e cobre como catalisador. Envolvendo reações similares, éter difenílico é produzido de forma colateral na hidrólise de alta pressão do clorobenzeno para produção de fenol.

## Usos
O éter difenílico é usado principalmente na produção de uma mistura eutética juntamente com o bifenil para troca de calor. Essa mistura é apropriada para tal aplicação pois sua fase líquida possui uma ampla gama de temperaturas. O éter difenílico é o material de partida para a produção de fenoxatiina via reação de Ferrario. A fenoxatiina é usada na produção de poliamidas e poliimidas.
Por causa de seu odor parecido com gerânios, seu baixo preço e por sua estabilidade, o éter difenílico é amplamente usado em perfumes e sabões. Muitos éteres difenílicos polibrominados são úteis como retardante de chamas. Os éteres penta, octa e deca brominados são os três mais comuns, porém somente o decasubstituido ainda é amplamente usado desde que foram banidos na União Europeia, em 2003. Também conhecido pelo nome de óxido decabromodifenila. O decabromo difenil éter é produzido em massa  nos Estados Unidos (450.000 kg anualmente), sendo usado, como retardante de chamas, na fabricação de plásticos reforçados e tintas. Seu nome comercial é Saytex 102.